# Jetak (Wedung)
Jetak is een bestuurslaag in het regentschap Demak van de provincie Midden-Java, Indonesië. Jetak telt 4383 inwoners (volkstelling 2010).